# Rödnäbbad trut
Rödnäbbad trut (Ichthyaetus audouinii) är en fåtalig trut som endemiskt häckar kring Medelhavet. Efter att ha återhämtat sig från kraftig tillbakagång minskar den återigen i antal. IUCN listar den som utrotningshotad, i kategorin sårbar (VU). Från att tidigare ha placerats i släktet Larus bryts numera rödnäbbade truten med släktingar vanligen ut i släktet Ichthyaetus tillsammans med exempelvis svarthuvad trut och svarthuvad mås.

## Utseende

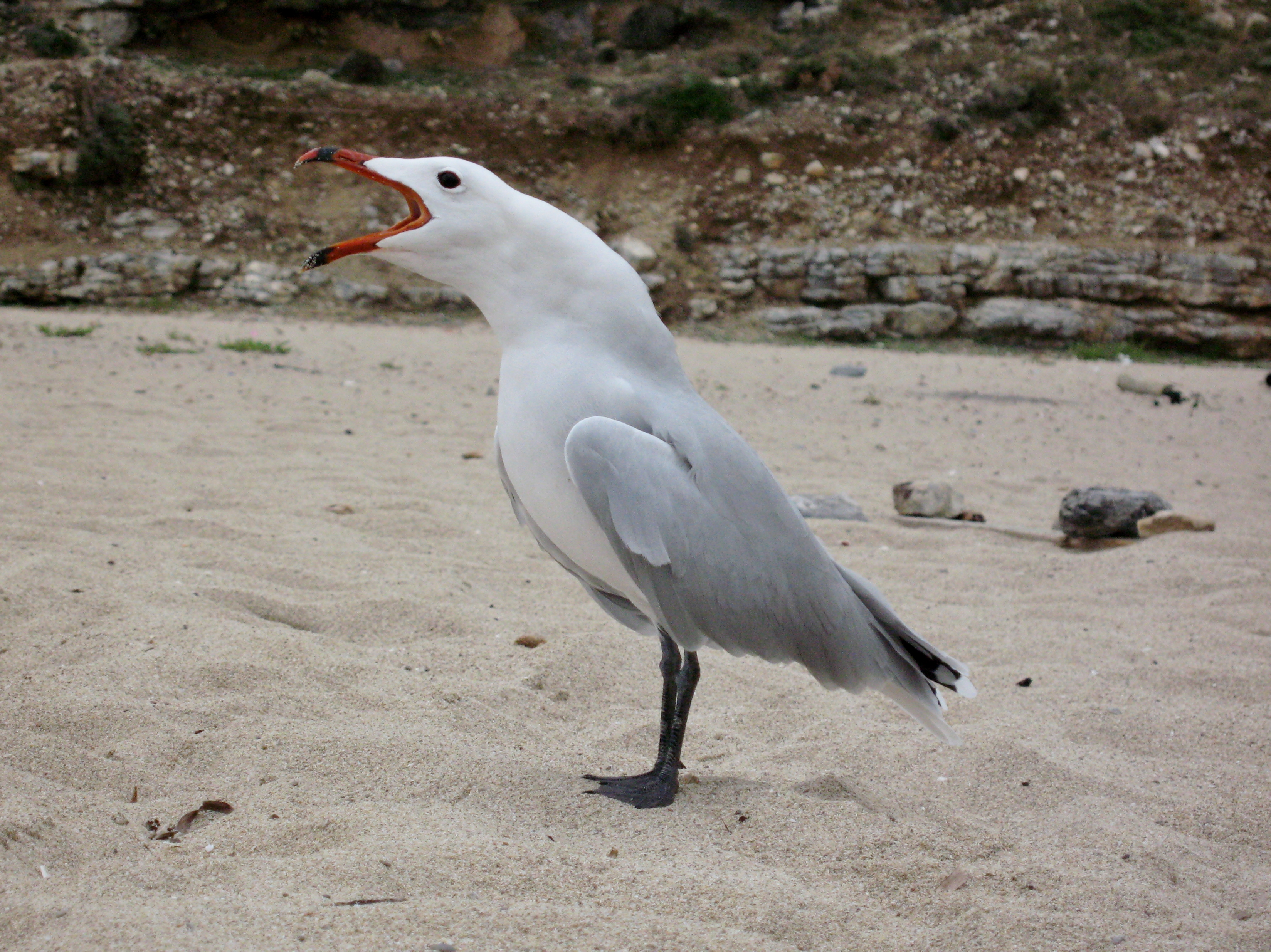

Rödnäbbad trut är en elegant medelstor trut (48–52 cm) med en hos adulta fåglar arttypisk mörkröd näbb med blek spets. Ovansidan är ljust grå. I flykten syns en svag kontrast mot vit kant på armpennorna och en stark kontrast mot svart på handpennorna. I vinterdräkt är den brunfräknig på huvudsidor och nacke. Benen är mörkgrå eller gröna och iris är mörk.

## Läten
I häckningskolonierna hörs nasala "gleh-i-eh", sträva och råa "arch" som upprepas i serier och djupa "ug-ug-uk".

## Utbredning
Rödnäbbad trut är en endemisk häckfågel för Medelhavet där den förekommer lokalt från områden kring Gibraltar sund i väster till Cypern i öster. Den absoluta merparten finns idag i Spanien där kolonin vid Ebrodeltat hyser hälften av världens alla rödnäbbade trutar. Historiskt hade arten en östlig utbredning i Medelhavsområdet men från 1960-talet etablerade den sig i väster. Till Ebrodeltat kom den först i början av 1980-talet.
Rödnäbbad trut är en flyttfågel som övervintrar utmed Nordafrikas Medelhavskust och utmed nordvästra Afrikas kuster från Marocko i norr till Senegal i söder. Ett litet antal stannar vid sina häckningslokaler året runt och vissa uppträder än längre söderut i Afrika om vintern. I och med att populationen har expanderat har den även observerats norr om sina häckningsområden. Dessa individer utgörs av icke könsmogna fåglar och arten har observerats vid ett antal tillfällen i Storbritannien, Nederländerna och Danmark samt även vid två tillfällen i Finland. I Sverige har den dock ännu inte observerats.

## Systematik
Trots sitt utseende är den närmast släkt med några arter svarthuvade måsar och trutar som också förekommer i södra Palearktis, bland annat just svarthuvad mås och svarthuvad trut. Den behandlas som monotypisk, det vill säga att den inte delas in i några underarter. 

### Släktestillhörighet
Länge placerades merparten av måsarna och trutarna i släktet Larus. Genetiska studier visar dock att arterna i Larus inte är varandras närmaste släktingar. Pons m.fl. (2005) föreslog att Larus bryts upp i ett antal mindre släkten, varvid rödnäbbad trut placerades i Ichthyaetus. Amerikanska  American Ornithologists' Union (AOU) följde rekommendationerna i juli 2007. Brittiska British Ornithologists’s Union (BOU) liksom Sveriges ornitologiska förenings taxonomikommitté (SOF) valde dock initialt att behålla arterna urskilda i Ichthyaetus i Larus eftersom studier inte visar på några osteologiska skillnader släktena emellan. Efter att även de världsledande auktoriteterna Clements m.fl. och International Ornithological Congress IOC erkände Ichthyaetus följde även SOF (då under namnet BirdLife Sverige) efter 2017. BirdLife International inkluderar dock fortfarande Ichthyaetus i Larus.

## Ekologi
Arten häckar mest på mindre kala öar i kolonier eller ensamt. Den lägger två till tre ägg i ett bo placerat direkt på marken. Till skillnad från många av de andra större trutarna så äter den sällan as utan är specialiserad på att fånga fisk och då främst på stimlevande fiskar som olika sillarter (Clupeidae). Detta gör att den enbart förekommer utmed kuster och ute till havs. Den födosöker nattetid, förmodligen för att undgå konkurrensen från medelhavstruten, och gör det ofta långt ute till havs men även utmed kusten. Medelhavstruten utkonkurrerar ofta den mindre rödnäbbade truten båda vad gäller häckningsplatser och föda. Den lägger sina ägg ungefär en månad tidigare än rödnäbbad trut och står därför också för ett stort predationstryck på både ägg och ungar av rödnäbbad trut.

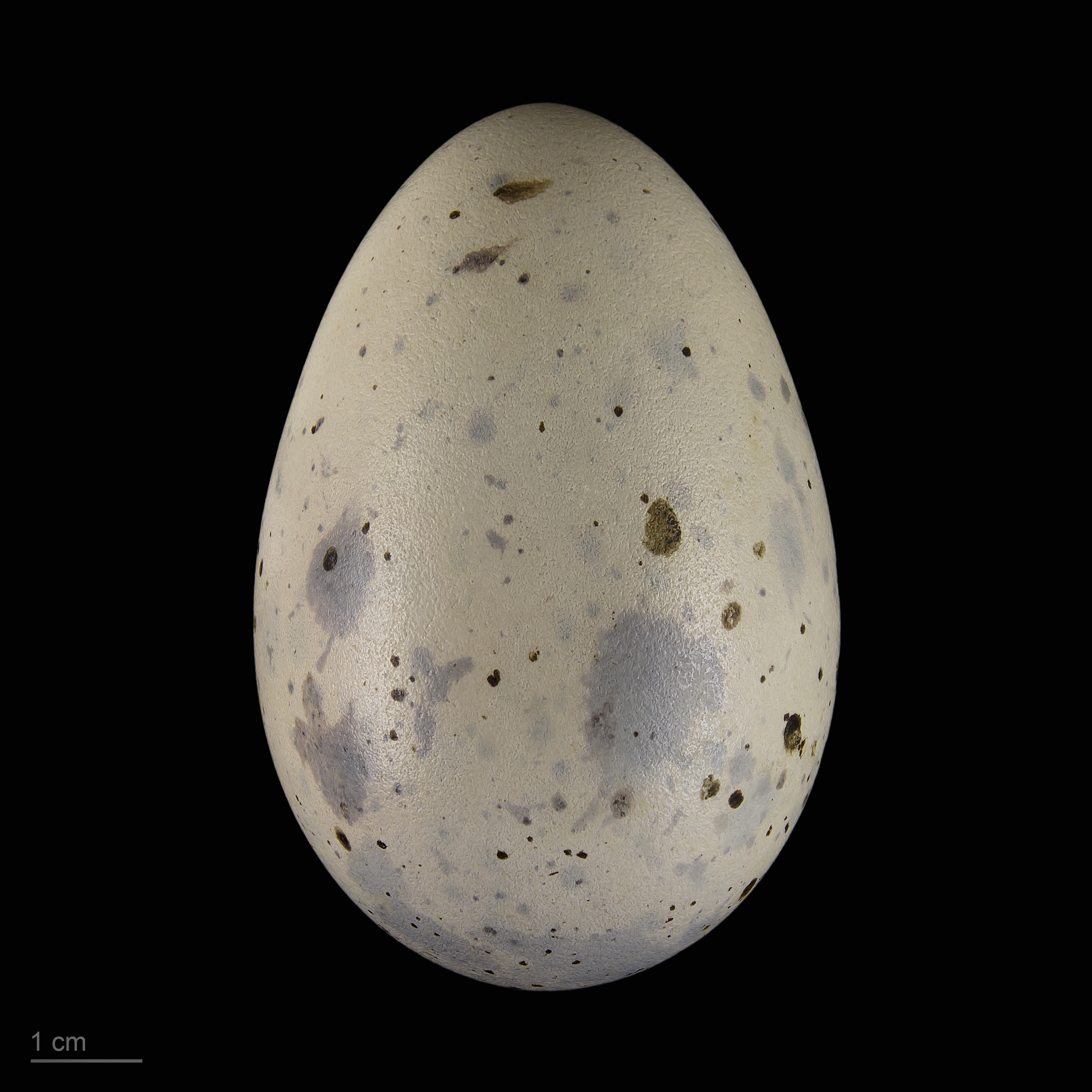
Ägg från rödnäbbad trut.

## Status och hot
Rödnäbbad trut var under 1960- och 70-talet en av världens mest hotade trutarter och världspopulationen bestod då av cirka 1000 par. Genom ett aktivt fågelskyddsarbete för arten, däribland skapande av fågelskyddsområden för de större häckningspopulationerna, så återhämtade sig arten. 2008 uppskattades beståndet till över 21 000 par, vilket föranledde att IUCN flyttade arten till den allra lägsta hotkategorin livskraftig av IUCN hösten 2015, trots att två tredjedelar av beståndet endast häckade vid två kolonier i Spanien. Senare beräkningar visar att populationen nådde sitt maximum 2007 med cirka 25 000 par. Därefter har rödnäbbad trut återigen minskat kraftigt. Sedan 2020 arten återigen som utrotningshotad av IUCN, i kategorin sårbar. Idag uppskattas beståndet till 33 000–46 000 vuxna individer.
Hot mot arten är främst olika former av mänsklig störning på häckningsplatsen där direkt störning utgörs av båtturism till öar där arten häckar och indirekt störning genom introduktion av arter som råtta, katt och hundar men även av invasiva växtarter som gör att kala öarna växer igen och därmed inte utgör en lämplig biotop för arten. Ett annat hot som kan komma att påverka arten negativt är utbyggnad av vattenkraften i floden Ebro som kan komma att störa ekologin i deltat där den största kolonin är belägen. Övriga hot utgörs av miljögifter, exempelvis klorerade kolväten och tungmetaller, där det senare antagligen var en av orsakerna till att arten minskade så kraftigt vid mitten av 1900-talet.
Ytterligare en orsak till den tidigare minskningen utgjordes av att människan plundrade bon på ägg. Detta var lokalt vanligt bland fiskare i området. Exempelvis ansågs äggen utgöra en delikatess och användes i olika typer av bakverk i Nordafrika. Denna äggplundring har minskat väsentligt och på många håll upphört helt, vilket tros vara en orsak till artens sentida expansion. Rödnäbbad trut är en av arterna som Agreement on the Conservation of African-Eurasian Migratory Waterbirds (AEWA) appliceras på.
Den senare tidens kraftiga minskningar av beståndet tros bero på minskad bifångst vid fiske. Även predation från däggdjur tros vara en bidragande faktor.

## Taxonomi och namn
Rödnäbbad trut beskrevs taxonomiskt först 1826 av Charles Payraudeau. Artens vetenskapliga artepitet audouinii är efter den franske naturalisten Jean Victoire Audouin.